# Nootkacipres
De nootkacipres (Cupressus nootkatensis) is een soort uit de cipresfamilie (Cupressaceae). De taxonomische plaatsing wordt betwist, waardoor de soort onder verschillende botanische namen bekendstaat, zoals Chamaecyparis nootkatensis, Callitropsis nootkatensis en Xanthocyparis nootkatensis.
De nootkacipres is een van de twee ouders van de hybride leylandcipres; de andere is de montereycipres.

## Beschrijving
Het is een groenblijvende conifeer die 40 meter hoog kan worden. De boom is doorgaans mooi kegelvormig, met sterk afhangende takken. De bladeren (naalden) zijn 3 tot 5 mm lang en donkergroen. De nootkacipres draagt kegeltjes met 4 (en soms 6) schubben, die in het natuurlijke verspreidingsgebied een diameter van 10 à 14 mm hebben. Eerst zijn de kegels purpergloed, vanaf het tweede jaar roodbruin.

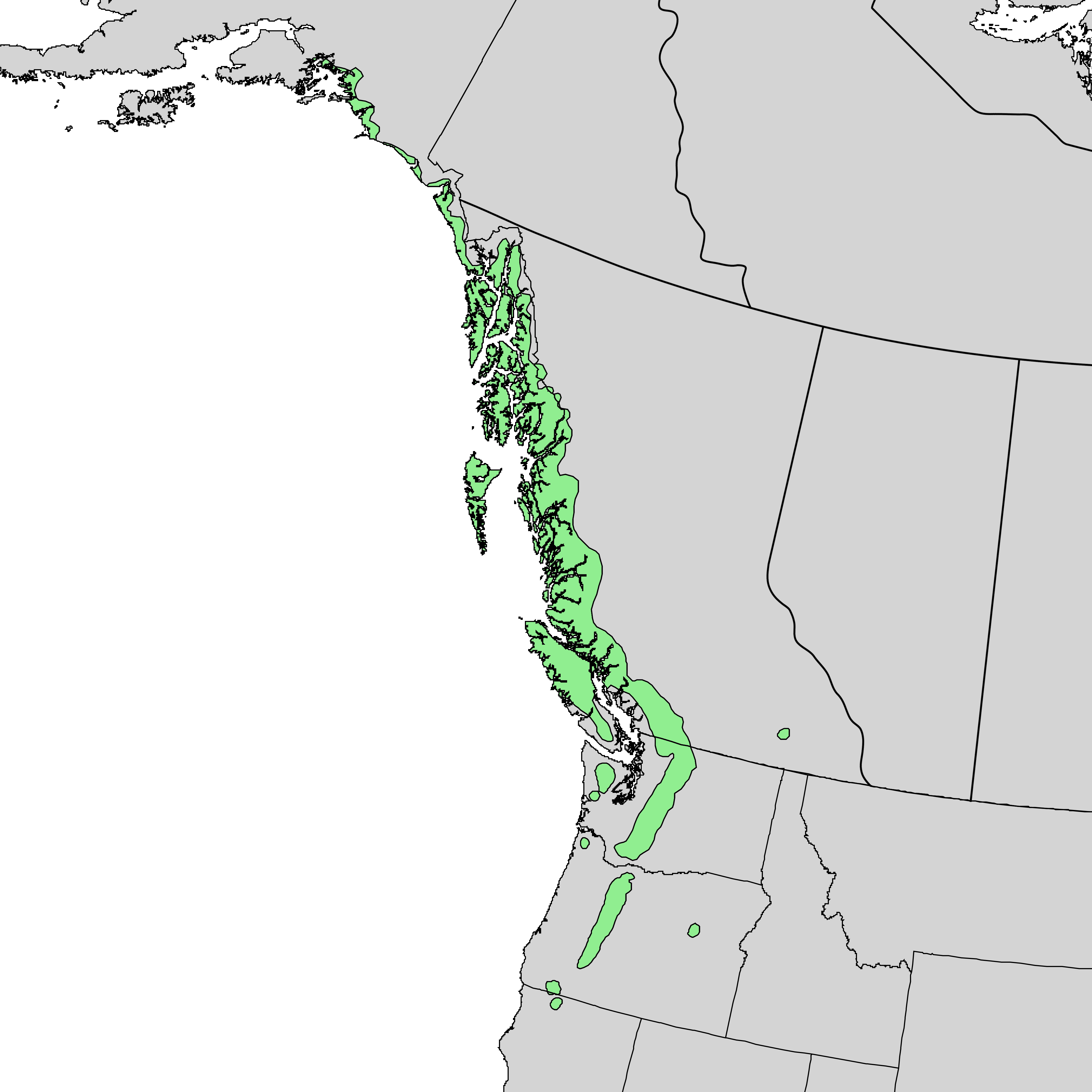
natuurlijk verspreidingsgebied
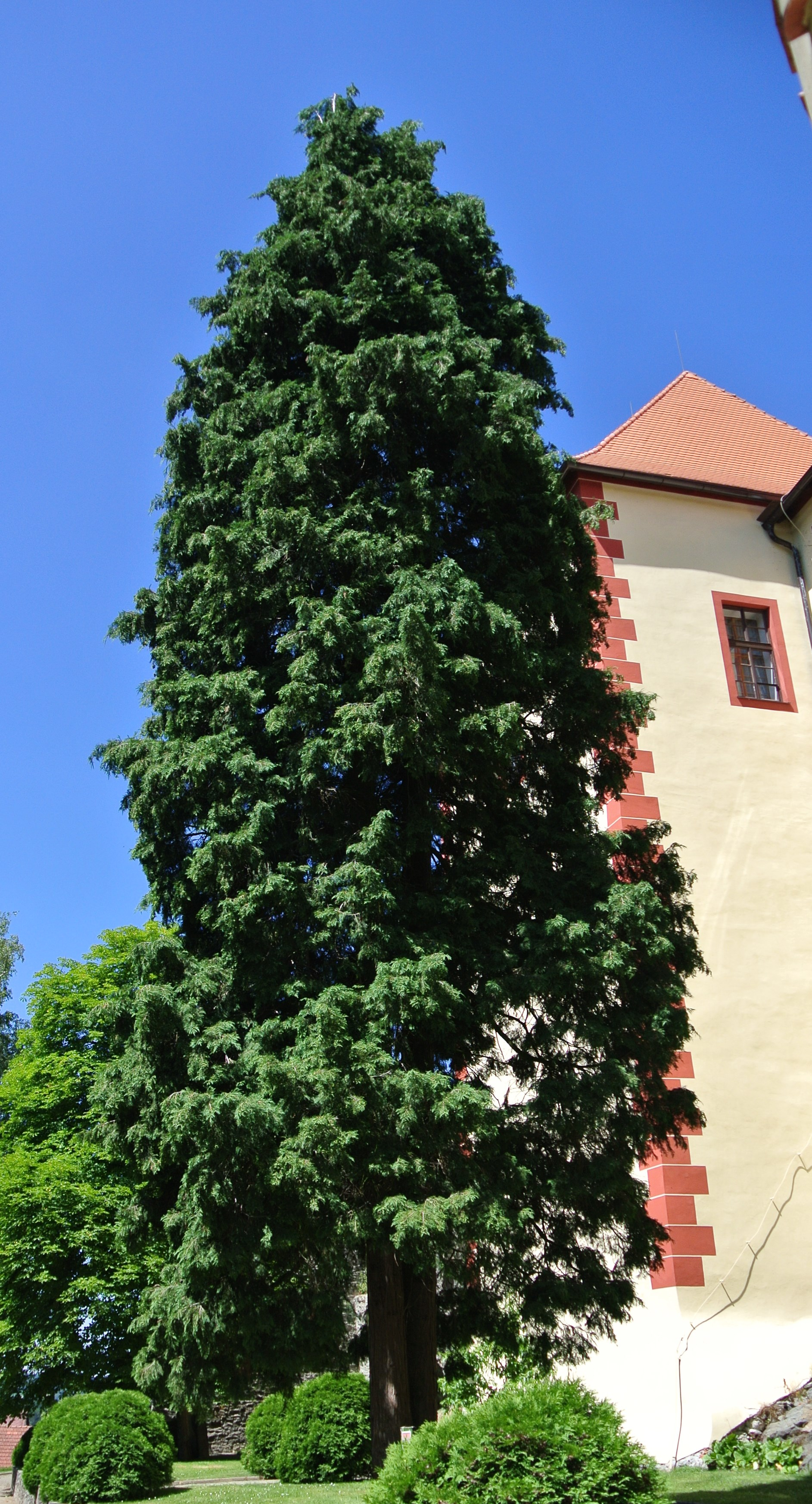
nootkacipres aangeplant in de 19e eeuw

## Verspreiding
De nootkacipres is inheems aan de westkust van Noord-Amerika, van het schiereiland Kenai in Alaska tot aan de Klamath Mountains in het uiterste noorden van Californië. Hij komt vooral voor op vochtige plaatsen in de bergen, vaak dicht bij de boomgrens, maar verschijnt ook in lagergelegen gebieden. De oudste nootkacipres – een exemplaar dat meer dan 1800 jaar oud is, groeit in de Caron Range in het westen van Brits-Columbia.